# Альдебаран

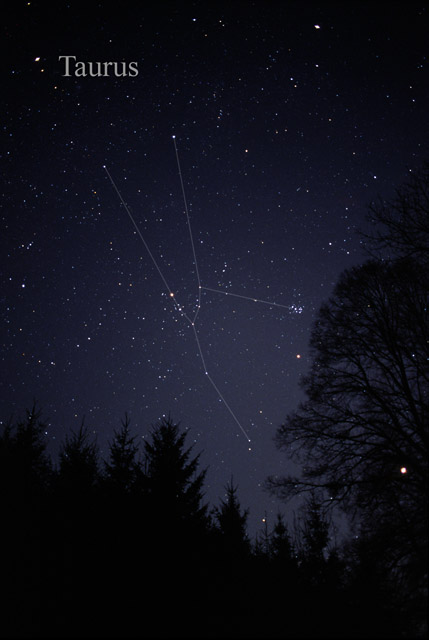
Альдебаран найяскравіша зоря в центрі сузір'я Тельця.

Альдебаран, також Паліліціум (від араб. الدبران (аль-дабаран) — «послідовник», α Тельця) — найяскравіша зоря у сузір'ї Тельця та одна з найяскравіших зір на нічному небі. Має позначення Баєра α Tauri, його латинизована форма — Alpha Tauri, скорочена — Alpha Tau або α Tau.
Через розташування у «голові» Тельця та червоний колір зорю часто називають Бичаче око. На небосхилі Альдебаран  можна знайти на тлі розсіяного скупчення Гіади, проте він не входить до його складу, а просто розташований на лінії між Землею та скупченням.

## Фізичні властивості

Художнє порівняння розмірів Альдебарана і Сонця

Яскравість Альдебарана змінюється в діапазоні 0,75—0,95 видимої зоряної величини, відтак він є найяскравішою зорею в сузір'ї Тельця, а також (зазвичай) 14-ю за яскравістю зорею небосхилу. Він має спектральний клас K5III, тобто належить до нормальних червоних гігантів. Це повільно пульсуюча змінна зоря з невеликою амплітудою змін блиску (близько 0,2m). У неї є менший супутник — червоний карлик, що обертається на відстані близько 600 астрономічних одиниць.
Дані телескопа «Гіппаркос» свідчать, що Альдебаран розташований на відстані 65±1 світлових років від Землі. Це означає, що його світність у 150 разів більша за Сонце. Зараз, здебільшого завдяки спалюванню у своїх надрах гелію, основна зоря збільшилася до діаметра приблизно 5,3 × 107 км, що у 40—50 разів перевищує розмір Сонця.

## Зміни радіальної швидкості
1993 року вимірювання радіальної швидкості Альдебарана A, Арктура й Поллукса показали, що Альдебаран A має довгоперіодичні коливання радіальної швидкості, що може бути пояснено наявністю в Альдебарана супутника з мінімальною масою у 11,4 раза більшу за масу Юпітера та 643-денним періодом обертання. Подальші спостереження за цими трьома зорями показали, що аналогічні коливання простежуються не тільки в Альдебарана. Це змусило авторів публікації дійти висновку, що такі коливання зумовлені власними радіальними коливаннями зорі, а не гравітаційним впливом супутника. З іншого боку, слід зазначити, що у Поллукса, однієї зі спостережуваних зір, було виявлено зоряного супутника і 1993 року це було підтверджено.
Подальший аналіз спектра Альдебарана не виявив коливань, що корелюють з очікуваною 643-денною осциляцією радіальної швидкості.

## Видимість
Альдебаран легко знайти на небі, зокрема, завдяки його яскравості, а також через його близькість до найпомітнішого зоряного скупчення на небі. Якщо подумки поєднати три зорі Пояса Оріона (зліва направо у північній півкулі або справа наліво у південній), першою яскравою зорею, що продовжує уявну лінію, буде Альдебаран.
Зоря розташована досить близько до екліптики, іноді покривається Місяцем. Такі покриття відбуваються, коли Місяць досягає свого висхідного вузла впродовж осіннього рівнодення, як це було 2015 року.

## Етимологія та міфологія
Альдебаран спочатку був نَيِّر اَلدَّبَرَان (Nayyir al-Dabarān арабською), що означає «яскравий послідовник», оскільки він слідує за Плеядами; насправді араби іноді також застосовували назву al-Dabarān до Гіад в цілому. Використовувалися різноманітні транслітеровані варіанти написання, причому поточний Альдебаран став стандартом порівняно недавно. 

### Міфологія
Ця легко помітна та вражаюча зірка у своєму схожому астеризмі є популярною темою стародавніх і сучасних міфів.
- Мексиканська культура: для сері(інші мови) північно-західної Мексики ця зірка забезпечує світло семи жінкам, що народжують (Плеяди). Вона має три назви: Hant Caalajc Ipápjö, Queeto, і Azoj Yeen oo Caap («зірка, що йде попереду»). Місячний місяць, що відповідає жовтню, називається Queeto yaao «Шлях Альдебарана»[4].
- Культура австралійських аборигенів: серед корінних жителів річки Кларенс, на північному сході Нового Південного Уельсу, ця зірка є предком Карамбалом, який викрав дружину іншого чоловіка. Чоловік жінки вистежив його та спалив дерево, на якому він ховався. Вважається, що він піднявся на небо як дим і став зіркою Альдебаран.[5]
- Перська культура: Альдебаран вважається однією з 4 королівських зір(інші мови)[3].

### У сучасній культурі

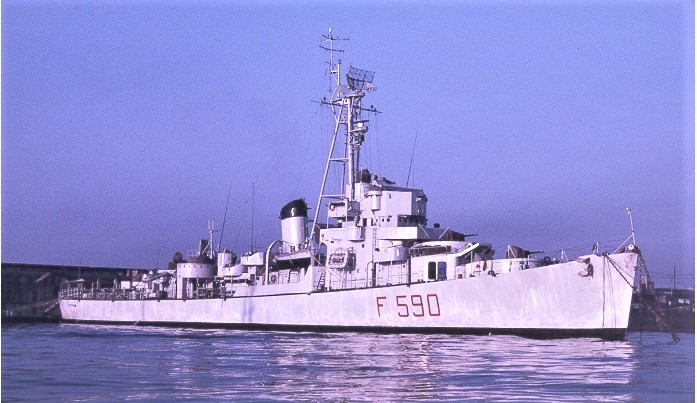

Як найяскравіша зірка в сузір’ї Зодіаку, їй надається велике значення в астрології.
Ірландська співачка та композиторка Енья має твір, випущений в її однойменному альбомі в 1986 році, який автор тексту Рома Райан назвав Альдебаран на честь зірки в Тельці.
Назва Альдебаран або Альфа Тільця була прийнята багато разів, в т.ч
- Скеля Альдебаран в Антарктиді
- ВМС США зберігає корабель USS Aldebaran (AF-10)(інші мови) та Італійський фрегат Aldebaran (F 590)(інші мови)
- запропонована мікросупутникова ракета-носій Альдебаран(інші мови)
- Французька компанія Aldebaran Robotics(інші мови)
- Модний бренд AlphaTauri(інші мови)
- Команда Формули-1 Scuderia AlphaTauri, діяла з 2020 по 2023, раніше відома як Toro Rosso
- Один із скакових коней шейха Ільдеріма у фільмі «Бен-Гур»

Зірка також з'являється в таких художніх творах, як "Далеко від божевільного натовпу" (1874) та "Вниз у Парижі та Лондоні" (1933). Його часто можна побачити в науковій фантастиці, зокрема в серії "Ленсман" (1948–1954), «Занепалий дракон» (2001) і мимохідь у «Блакитному Марсі» Кіма Стенлі Робінсона (1996). Альдебаран асоціюється з Хастуром, також відомим як Король у Жовтому, в історіях жахів Роберта В. Чемберса. 
У епізоді "Реліквії" серіалу "Зоряний шлях: Наступне покоління" Монтгомері Скотт і капітан Жан-Люк Пікар п'ють "Віскі Альдебаран".
Альдебаран регулярно фігурує в теоріях змови як одне з джерел походження позаземних прибульців, часто пов'язаних з нацистськими НЛО.  Відомим прикладом є німецький теоретик змови Аксель Штоль, який вважав зірку батьківщиною арійської раси та метою експедицій Вермахту. 
Планетний дослідницький зонд Піонер-10 більше не живиться та не контактує із Землею, але його траєкторія спрямовує його в загальному напрямку на Альдебаран. Очікується, що він максимально наблизиться приблизно за два мільйони років. 
Австрійський хімік Карл Ауер фон Вельсбах запропонував назву альдебараній (хімічний символ Ad) для рідкоземельного елемента, який він (серед інших) знайшов. Сьогодні його називають ітербієм (символ Yb).